# مهدی اسپندی
مهدی اسپندی (۱۳۳۵ تهران-۱۳۵۸ تهران) فوتبالیست که در جریان حوادث پس از انقلاب ۵۷ کشته شد.
اسپندی سنتر فوروارد باشگاه تهرانجوان و عضو تیم فوتبال جوانان ایران بود. او در روز ۱۷ اسفند سال ۱۳۵۷ به هنگام پاسداری، در درگیری خیابانی در خیابان شهباز جنوبی در تهران (اکنون: خیابان ۱۷ شهریور) بر اثر اصابت گلوله کشته شد. مدفن او در بهشت زهرا قرار دارد.
در سال ۱۳۵۸ به یاد بود او اولین دوره مسابقات قهرمانی فوتبال ایران به نام جام شهید اسپندی خوانده شد.